# Yumio Nasu
Yumio Nasu(那須 弓雄 - Nasu Yumio, 27 de junho de 1892 - 26 de outubro de 1942) foi um general e comandante de divisão no Exército imperial japonês, durante a Segunda Guerra Mundial.

## Biografia
Nativo de Tochigi, Nasu se formou na classe 25 na Academia do Exército Imperial do Japão em 1913 e na classe 35 do Colégio militar do Exército Imperial em 1923. Ele foi designado para o Exército Japonês em Taiwan em 1917, posteriormente serviu em vários cargos dentro do Estado Maior. Em 1935, ele atuou na equipe do Exército de Guangdong e participou de Operação Chahar. Nasu foi promovido a Major-general em 1940, e tornou-se comandante da 3ª Brigada de Infantaria IJA.
Durante a campanha de Guadalcanal, Nasu pousou em Guadalcanal com a 2ª Divisão de infantaria IJA, durante a primeira semana de outubro de 1942, em resposta aos desembarques aliados no Lunga Point, no norte na ilha.
Nasu comandou um dos grupos da 2ª Divisão, compreendendo vários batalhões de infantaria de diversos regimentos durante a resultante as batalhas de Matanikau e de Henderson Field. Em 25 de outubro de 1942, ao liderar suas tropas contra posições do exército dos Estados Unidos, Nasu foi mortalmente ferido por tiros de fuzil morrendo na manhã seguinte.
Ele foi postumamente promovido a Tenente-general.